# 玩偶之家
《玩偶之家》（挪威語：Et dukkehjem）是挪威劇作家亨利·易卜生於1879年的劇作，亦是他的代表作品，又譯作《娜拉》。
《玩偶之家》在《社會支柱》完成後兩年寫成，是易卜生首個引起轟動的作品，現時仍是他最有名的作品，它亦是很多中學及大學的指定讀本。十九世紀盛行的一般佳構劇，如佳構劇的始祖尤金‧史克萊普等人之劇作追求計算情節，作品往往缺乏深度。易卜生吸收了佳構劇的手法，運用在呈現經他深思的問題上。《玩偶之家》堪稱是易卜生最有代表性的社會問題劇。
因為它尖銳批評十九世紀的婚姻模式，故在出版初期極具爭議性。《玩偶之家》的寫法大多亦依從佳構劇，除了最後一幕，一反以解決事件為慣例的結尾，取而代之以一個討論完結。雖然易卜生否認，但《玩偶之家》常被稱為首個真正的女性主義劇本。
英國首次在1893年演出《玩偶之家》，此版本由Janet Achurch演娜拉，而最受讚揚的美國舞台製作是1902年的版本，由Minnie Maddern Fiske演娜拉。1935年江青曾在上海金城大戏院出演该剧女主角。赵丹演男主角，金山、魏鹤龄演配角。导演团欧阳予倩、洪深、史东山，执行导演章泯。
此外，《玩偶之家》亦曾多次被拍成電影。

## 登場角色
- 娜拉·海默：本作女主角，托瓦爾德·海默的妻子，與丈夫育有三名子女。經歷舉報信和借據事件後認清與托瓦爾德對婚姻的理念不符，選擇離開家庭。
- 托瓦爾德·海默：銀行經理，娜拉的丈夫。
- 克麗斯蒂娜·林德：寡婦，娜拉的朋友，克羅德斯塔德的舊情人。過去為了家庭因素和克羅德斯塔德分開，後選擇和克羅德斯塔德復合。
- 克羅德斯塔德：托瓦爾德任職銀行的部屬，克麗絲蒂娜的舊情人。掌握娜拉冒名借貸的證據。
- 藍克醫生：罹患末期脊髓結核病的醫生，娜拉和托瓦爾德的朋友，鍾情娜拉。

## 故事簡介
故事開始於平安夜，娜拉·海默跟她的丈夫托瓦爾德·海默和他們的三個孩子同住，娜拉一直活在傳統的婚姻制度下，跟她的丈夫的關係非常不平等。他把她當成需要嬌養和責罵的小孩子，並以帶輕視、貶低的稱呼喚她，例如「小雲雀」和「松鼠」。
寡婦克麗絲蒂娜·林德是娜拉的朋友，她需要一份工作。娜拉答應並請求丈夫在他作經理的銀行裡，給她一份工作。娜拉跟她透露自己曾經在丈夫重病時，暗地裡借錢給他，但她為了保住他的尊嚴，於是沒有告訴他。她在自己房間偷偷做抄寫工作，而她開始對她「猶如（她）是一個男人」的賺錢能力引以自豪。不過為了丈夫，她要繼續扮演頭腦簡單的幼稚妻子。
同時，借錢給娜拉，並握有娜拉偽造簽名證據的克羅德斯塔德是托爾瓦德的屬下員工，但面臨失去職位的危機。他發現娜拉在借款申請書上，偽造她逝世的父親的簽名，因為簽名日期是在她父親死後。娜拉偽造簽名，是由於在當時的法律下，除非有一名男性聯署，否則女性不能向銀行借款。克羅德斯塔德以揭穿她偽簽作威脅，要求她說服她的丈夫繼續雇用他，娜拉嘗試兩次但依然失敗。
此時海默夫婦的好友——藍克醫生跟娜拉調情，之後他透露自己患末期脊髓結核病（梅毒），並只剩一個月生命，而且，他一直暗暗地愛著娜拉。
克羅德斯塔德被托瓦爾德解僱後跟娜拉對質，表示他不會再理會她的債務，但會把字據留下勒索她的丈夫。他通知娜拉他有一封寫有她犯案的詳情，並會將這封信放進她丈夫那上鎖的信箱中。娜拉把自己的困境告訴克麗絲蒂娜，而克麗絲蒂娜說在結婚前自己曾跟克羅德斯塔德交往，她答應說服他取回勒索信。
托瓦爾德跟娜拉去派對前，嘗試想打開信箱，但娜拉表演自己為派對準備的舞蹈，分散了他的注意力，他答應會延遲看信到晚上，而娜拉就在考慮自殺。
克麗絲蒂娜告訴柯洛克斯泰說她只是為了供養她病重的母親和年幼的弟妹，才跟她的丈夫結婚，現在她願意再一次給他自己的愛。他深受感動，而且願意取回他放在托伐中的信。不過，克麗絲蒂娜認為為了托瓦爾德和娜拉的婚姻，托瓦爾德應該知道真相。
派對完結以後，托瓦爾德去看信，而娜拉準備自殺，但在她找到時機自殺前，她的丈夫攔住她，執住克羅德斯塔德寫的信要跟她對質。他憤怒地說自己已完全被克羅德斯塔德控制——他一定要屈服於對方的要求，而對整件事保持秘密。他怒斥娜拉為不道德和不誠實的女人，而且說她不勝任教育他們的孩子，而且他只會為保持面子，而繼續維持他們的婚姻。
一個女傭走進來，將一封信送給娜拉。克羅德斯塔德把借據送回，並說他對自己的行為感到後悔。托瓦爾德歡呼著說自己得救了，然後把借據燒掉。他收回他剛才的說話，而且說已經原諒娜拉。托瓦爾德又解釋說是她的錯誤令她對自己更寶貴，因為當一個男人原諒自己的妻子時，妻子接受了丈夫的慷慨後，越發是丈夫的私有財產，故此會令丈夫更愛她。
就在這刻娜拉發現她的丈夫並不如自己想像中一樣，而她自己的存在一直是個謊言。從前她在家被父親當作玩具，然後她的丈夫亦當她是玩偶妻子。娜拉決定她一定要離開，尋找真正的自己和了解自己的生命，但娜拉的丈夫則堅持她一定要盡她作為妻子和母親的責任，不過她相信她也有自己作為一個人的責任。從托瓦爾德對信件的反應，娜拉看清自己跟托瓦爾德彷如陌路人，托瓦爾德問到底有沒有可能重建他們的婚姻，她回應說這會是「奇蹟中的奇蹟」：他們要作出很大的改變，令他們一起的生命會成為一段真正的婚姻。
戲劇以娜拉離開，啪嗒一聲關上門的聲音作結，而托瓦爾德仍充滿希望地默想發生「奇蹟中的奇蹟」的可能性。

## 篇名
此劇一般被翻譯為《玩偶之家》，但一些學者將之譯為《娃娃屋》。約翰·西蒙指出標題的差異來自於美國和英國不同的命名方式。

## 評析
《玩偶之家》是一套具批判性的戲劇，某程度上代表著在傳統家庭結構裡婦女解放的先聲。它所針對的是十九世紀的婚姻中，男女的傳統角色。娜拉說了一句很重要的話：「我再也不認為大部分人說的或書上寫的是對的了，我得自己思考然後去瞭解。」
對當時的歐洲人而言，娜拉的行為是可恥的。當時沒有任何事物比婚姻的契約更神聖，《玩偶之家》對婚姻的描寫，對當時的人而言，是完全不能接受的。《玩偶之家》最初在英國被禁，而在德國，演出劇團的女主角提出除非易卜生更改結局，否則她拒演娜拉，在壓力下易卜生最後決定改寫結局。在另一個結局中，娜拉的丈夫再次提醒她要對孩子盡責任後，娜拉決定再次給她的丈夫一次機會，易卜生後來對自己的決定感到後悔。事實上今日所有的演出，包括差不多所有的電影版本，亦是使用原來的結局。
不少評論集中在娜拉的自我探索，但其他角色也有其深度和價值。藍克醫生、娜拉和克麗絲蒂娜也各自因父親的不負責任而受苦：藍克醫生父親的病感染了他的家人、娜拉的父親對她過度保護、克麗絲蒂娜的父親將她遺棄於可怕的困境，並迫使她拒絕她真正愛慕的人。克麗絲蒂娜表現被迫供養並尋找自己的女人的模範，她是一個自知，而且足智多謀的女人。

## 外部連結
- A Doll’s House: A Study Guide （页面存档备份，存于）
- Summary, analysis, quizzes and essays on A Doll's House （页面存档备份，存于）
- A Doll's House - 古腾堡计划
- A Doll's House - 古腾堡计划 (alternate edition)
- Et Dukkehjem （页面存档备份，存于）, free e-book of the Norwegian text, at Project Runeberg.（挪威文）
- A Doll's House the play plot summary & character descriptions （页面存档备份，存于）
- The Social Significance of Modern Drama （页面存档备份，存于）, a book by Emma Goldman, contains a chapter on A Doll's House.